# Heuglinweber
Der Heuglinweber (Ploceus heuglini) auch Heuglin-Weber zählt innerhalb der Familie der Webervögel (Ploceidae) zur Gattung der Ammerweber (Ploceus).
Der lateinische Artzusatz bezieht sich auf Theodor von Heuglin.
Der Vogel kommt in Afrika in Burkina Faso, Demokratische Republik Kongo, Elfenbeinküste, Gambia, Kamerun, Kenia, Mali, Niger, Nigeria, Senegal, Südsudan, Tschad, Uganda und Zentralafrikanische Republik.
Das Verbreitungsgebiet umfasst baumbestandene Savanne, Dickicht an Küsten, Lebensräume um Farmen und Dörfer von 650 bis 1800 m Höhe.

## Merkmale
Die Art ist 13 cm groß und wiegt zwischen 21 und 28 g. Das Männchen hat im Brutkleid Goldgelb auf Stirn und Scheitel, der Nacken ist gelbgrünlich, die leicht gefleckte Oberseite und Flügeldecken sind olivgrün mit angedeuteten Streifen. Der Bürzel ist hell gelblich. Das Männchen ähnelt dem Somaliweber (Ploceus spekei), ist aber etwas kleiner, die schwarze Gesichtsmaske läuft spitz auf einen Punkt der Brust zu, die Iris ist blassgelb. Im Schlichtkleid ist das Gefieder einfarbig olivgrün auf der Oberseite, auf der Unterseite durchgehend gelb. Das Weibchen ähnelt dem des Somaliwebers, ist aber weniger kräftig gestreift.
Die Art ist monotypisch.

## Stimme
Der Gesang des Männchens wird als einfacher, monotoner, aber lang anhaltender Gesang mit ansteigendem „swi“ oder „chukakakakaka“ gefolgt von nasalem „zhee hzee hzee“ sehr ähnlich dem Rotscheitel-Zistensänger (Cisticola chiniana) beschrieben.

## Lebensweise
Die Nahrung besteht hauptsächlich aus Gliederfüßern einschließlich Spinnen, Raupen, Käfer und Libellen.
Die Brutzeit liegt im August im Senegal, zwischen Juli und Oktober in Mali, zwischen März und Juli in Ghana, August und September in Togo, Mai und September in Benin.
Diese Art brütet in kleinen Kolonien und zieht nach Ende des Brutgeschäftes in andere Lebensräume.

## Gefährdungssituation
Der Bestand gilt als nicht gefährdet (Least Concern).